# Ивейзен, Эрик
Эрик Иве́йзен (англ. Eric Ewazen; род. 1 марта 1954, Мидлберг-Хейтс, штат Огайо) — американский композитор.
Сын украинца и польки. В юности играл на виолончели в школьном оркестре и на контрабасе в джаз-банде, а также аккомпанировал на фортепиано школьному хору. Получил степень бакалавра в Истменовской школе музыки (1976), удостоившей его в 2015 г. звания «Выдающегося выпускника» (Distinguished Alumni Award). Затем получил магистерскую степень в Джульярдской школе, где уже в 1980 г. начал преподавать. Среди его наставников в двух учебных заведениях были Милтон Бэббит, Гюнтер Шуллер, Сэмюэл Адлер и другие.
Ивейзен готов называть себя «неоромантиком» или «неоимпрессионистом», полагая, что эпоха обязательности музыкального эксперимента миновала. Среди композиций Ивейзена преобладают произведения для духовых инструментов в сопровождении оркестра или фортепиано, строго тональные и лёгкие для понимания: по мнению композитора, он отчасти восполняет тем самым дефицит репертуара для этих инструментов, созданного в XIX веке.